# Cubilia smithi
Cubilia smithi är en skalbaggsart som beskrevs av Jordan 1897. Cubilia smithi ingår i släktet Cubilia och familjen långhorningar. Inga underarter finns listade i Catalogue of Life.